# I Am a Fugitive from a Chain Gang
I Am a Fugitive from a Chain Gang és una pel·lícula basada en la novel·la autobiogràfica de Richard E. Burns. Planteja el dilema entre la presó com a càstig i venjança d'una societat davant de qui l'ha atacat i el factor de reinserció social que ha de suposar. Denuncia el sistema carceller estatunidenc del període d'entreguerres, mostrant-ne que amb aquest mode de tractar els delinqüents no només no s'aconsegueix recuperar-los, sinó que, a més, aquells que (com en el cas de Sóc un fugitiu) hi entren essent innocents, acaben convertint-se en autèntics criminals. D'altra banda, de mode subtil, es planteja la qüestió de si no és força dura la societat en les penes desproporcionades a aquells delinqüents menors, en comptes de ser-ho amb els vertaders criminals, que, en general, solen tenir amistats polítiques que els lliuren de pagar els seus deutes amb la societat.

## Argument
La pel·lícula desenvolupa la vida de James Allen, un excombatent condecorat de la Primera Guerra Mundial que, en tornar de la guerra, cerca una feina sense gaire sort. No aconsegueix readaptar-se a la comunitat on va créixer i acaba anant-se'n a viure a un alberg per a pobres, aturats i excombatents sense feina. No obstant això, sense ser-ne en realitat responsable, es veu implicat en un atracament en què mor una persona. Tot i la seva innocència, és condemnat a deu anys de treballs forçats. Allen escaparà dues vegades de la presó.

## Premis i nominacions
Nominacions
- 1934: Oscar a la millor pel·lícula per Hall B. Wallis
- 1934: Oscar al millor actor per Paul Muni
- 1934: Oscar al millor so per Nathan Levinson